# Morski konjiček
Morski konjiček (znanstveno ime Hippocampus) rod rib žarkoplavutaric, zelo koščenih rib s podolgovato, suho glavo, ki nekoliko spominja na konjsko. Rep imajo zavit in jim služi za oprijemanje na rastlinje v morju. Njihova običajna dolžina je približno 6 cm. Gledajo z živahnimi očmi, ki se obračata podobno kot pri kameleonu, podobno kot kameleoni spreminjajo tudi svojo barvo in jo prilagajajo svoji okolici. 
Znanstveno ime je zloženo iz dveh besed, ki označujeta njegovo telesno obliko - Hippocampus pomeni namreč konj-gosenica.

## Razmnoževanje
Samec morskega konjička ima na trebuhu poseben mešiček, samica je brez njega. Za drstitev se oprime samica samca in mu izpusti v mešiček ikre, ki jih samec oplodi. Samica takrat preneha skrbeti za potomstvo, samec pa mora sedaj zanj skrbeti sam. V mešičku tkivo samca nabrekne in se močno naguba. V nastale gube se porazdelijo ikre in se napnejo. Mešiček postane velik in samec je videti kot v nosečnosti, takšno stanje traja en mesec in pol, potem začne samec rojevati; krči se in stresa ter iztiska mladico za mladico iz mešička. Za izpraznitev mešička potrebuje samec več dni. Zakaj poteka rojevanje tako, si znanstveniki niso enotni.

## Vrste
- Rod Hippocampus
  - Hippocampus abdominalis Lesson, 1827 (Nova Zelandija in južna in vzhodna Avstralija)
  - Hippocampus alatus Kuiter, 2001
  - Hippocampus algiricus Kaup, 1856
  - Hippocampus angustus Günther, 1870
  - Hippocampus barbouri Jordan & Richardson, 1908
  - Hippocampus bargibanti Whitley, 1970 (Zahodni Tihi ocean - Indonezija, Filipini, Papuanska Nova Gvineja, Salomonovi otoki itd.)
  - Hippocampus biocellatus Kuiter, 2001
  - Hippocampus borboniensis Duméril, 1870
  - Hippocampus breviceps Peters, 1869 (južna in vzhodna Avstralija)
  - Hippocampus camelopardalis Bianconi, 1854
  - Hippocampus capensis Boulenger, 1900
  - Hippocampus colemani Kuiter, 2003
  - Hippocampus comes Cantor, 1850
  - Hippocampus coronatus Temminck & Schlegel, 1850
  - Hippocampus denise Lourie & Randall, 2003
  - Hippocampus erectus Perry, 1810 (ameriška vzhodna obala, med Novo Škotsko in Urugvajem)
  - Hippocampus fisheri Jordan & Evermann, 1903
  - Hippocampus fuscus Rüppell, 1838 (Indijski ocean)
  - Hippocampus grandiceps Kuiter, 2001
  - Hippocampus guttulatus Cuvier, 1829, dolgonosi morski konjiček
  - Hippocampus hendriki Kuiter, 2001
  - Hippocampus hippocampus (Linnaeus, 1758) (Sredozemsko morje in Atlantski ocean), kratkonosi morski konjiček
  - Hippocampus histrix Kaup, 1856 (Indijski ocean, Perzijski zaliv, Rdeče morje, in Daljni vzhod)
  - Hippocampus ingens Girard, 1858 (Pacifiška obala Severne, Srednje in Južne Amerike)
  - Hippocampus jayakari Boulenger, 1900
  - Hippocampus jugumus Kuiter, 2001
  - Hippocampus kelloggi Jordan & Snyder, 1901
  - Hippocampus kuda Bleeker, 1852
  - Hippocampus lichtensteinii Kaup, 1856
  - Hippocampus minotaur Gomon, 1997
  - Hippocampus mohnikei Bleeker, 1854
  - Hippocampus montebelloensis Kuiter, 2001
  - Hippocampus multispinus Kuiter, 2001
  - Hippocampus pontohi Lourie in Kuiter, 2008
  - Hippocampus procerus Kuiter, 2001
  - Hippocampus queenslandicus Horne, 2001
  - Hippocampus reidi Ginsburg, 1933 (Karibski koralni grebeni)
  - Hippocampus satomiae Lourie in Kuiter, 2008, pigmejski morski konjiček
  - Hippocampus semispinosus Kuiter, 2001
  - Hippocampus severnsi Lourie in Kuiter, 2008
  - Hippocampus sindonis Jordan & Snyder, 1901
  - Hippocampus spinosissimus Weber, 1913
  - Hippocampus subelongatus Castelnau, 1873
  - Hippocampus trimaculatus Leach, 1814
  - Hippocampus whitei Bleeker, 1855 (vzhodna Avstralija)
  - Hippocampus zebra Whitley, 1964
  - Hippocampus zosterae Jordan & Gilbert, 1882 (Mehiški zaliv in Karibi)